# Elachisina ziczac
Elachisina ziczac is een slakkensoort uit de familie van de Elachisinidae. De wetenschappelijke naam van de soort is voor het eerst geldig gepubliceerd in 1997 door Fukuda & Ekawa.